# Eesti Rahvusringhääling

Eesti Rahvusringhääling (ERR) är Estlands statliga public service-mediebolag, bildat 2007 genom sammangående mellan Eesti Raadio och Eesti Televisioon. 
ERR:s verksamhet finansieras genom statligt stöd samt sändarlicensavgifter från kommersiella kanaler. Sedan 2002 är public service-kanalerna reklamfria.

## TV-kanaler
- ETV – allmänna program
- ETV2 – barnprogram, kulturprogram, film och dramaserier, startad 2008
- ETV+ – ryskspråkig TV-kanal som främst riktar sig till Estlands stora ryskspråkiga minoritet, startad 2015

## Radiokanaler
- Vikerraadio – allmän kanal
- Raadio 2 – ungdomskanal, pop- och alternativmusik, lyssnarmålgrupp 15–29 år
- Klassikaraadio – klassisk musik, folkmusik, jazz och kulturprogram
- Raadio 4 – sändningar på minoritetsspråk, främst ryska
- Raadio Tallinn – sänder nyheter och information till utländska lyssnare, bland annat från ERR Uudised, BBC World Service och Radio France Internationale